# Ein blinder Held – Die Liebe des Otto Weidt
Ein blinder Held – Die Liebe des Otto Weidt ist ein deutscher Spielfilm, der zeithistorische Originalaufnahmen aus dem Zweiten Weltkrieg mit Spielszenen und Redebeiträgen und Kommentaren von Inge Deutschkron verbindet. Der Film des Regisseurs Kai Christiansen entstand 2013 in Koproduktion zwischen NDR, WDR, RBB, HR. Er basiert auf der wahren Geschichte des Bürstenfabrikanten Otto Weidt, dem es während der Zeit des Nationalsozialismus gelang, die kleine jüdische Belegschaft seines Berliner Unternehmens längere Zeit vor Deportation und Holocaust zu schützen. Einigen konnte Weidt so das Leben retten, unter anderem Inge Deutschkron und Alice Licht, um die sich der Film hauptsächlich dreht. 1971 wurde Otto Weidt für seine Taten postum mit dem Titel Gerechter unter den Völkern geehrt.
Der Film wurde erstmals am 6. Januar 2014 in der ARD ausgestrahlt.

## Handlung
Der Film beginnt 1941 in der Berliner Bürstenfabrik Weidts in der Rosenthaler Straße 39, Berlin-Mitte: Die Gestapo ist im Haus und schikaniert die jüdische Belegschaft. Weidt geht zum Schein darauf ein, kann den Gestapo-Offizier aber durch Bestechung dazu bringen, die Mitarbeiter des „kriegswichtigen Betriebs“ bis auf Weiteres bei ihm arbeiten zu lassen. Ähnliche Szenen wiederholen sich, wobei es Weidt immer wieder versteht, durch eine Mischung aus Täuschung, Schauspiel, Schmeichelei, scheinbarer Unterwürfigkeit, Beharrlichkeit, List und Bestechung gegenüber der immer öfter wiederkehrenden Gestapo, das Leben seiner jüdischen Mitarbeiter zu bewahren. Weidts Fähigkeiten, sich schützend vor sie zu stellen, bringt ihm bei ihnen den Namen „Papa Weidt“ ein.
Zu seinen Mitarbeitern gehören neben einigen Blinden bzw. stark Sehbehinderten auch die Jüdinnen Inge Deutschkron und Alice Licht. Zwischen Licht, die ca. 35 Jahre jünger als Weidt ist, und ihrem verheirateten Arbeitgeber entspinnt sich eine Liebesgeschichte.
Die Lebensbedingungen für Juden werden im Laufe der Zeit immer schlimmer, der nationalsozialistische Repressionsapparat in Bezug auf die Vernichtung der Juden gleichzeitig immer effizienter. Eines Tages, als Weidt gerade nicht in seiner Firma ist, holt die Gestapo alle Mitarbeiter außer Deutschkron und Licht ab, um sie zu deportieren. Weidt gelingt es ein letztes Mal, sie vor dem sicheren Tod zu retten, doch haben sie jetzt nur noch die Möglichkeit, sich zu verstecken, wobei Weidt wieder hilft und Wohnraum und Lebensmittel bereitstellt. Das Versteck fliegt jedoch durch einen Juden auf, der seine Glaubensgenossen an die Gestapo verrät. Alle werden deportiert – außer Deutschkron, die mit ihrer Mutter bei Freunden untertaucht und so den Holocaust überlebt und Alice, deren Eltern abtransportiert wurden. Weidt versucht, die Eltern zu befreien, aber die einzige Zusage, die er der Gestapo abringen kann, ist, dass die Eltern nicht nach Auschwitz geschickt werden, wenn sich die Tochter freiwillig stellt, um dann gemeinsam mit ihren Eltern in das KZ Theresienstadt deportiert zu werden. Verzweifelt stellt sich Alice, um ihre Eltern vor dem sicheren Tod zu retten.
Über fingierte Adressen sendet Weidt über lange Zeit ca. 150 Lebensmittelpakete in das KZ Theresienstadt und sichert so das Überleben der Familie Licht. Eines Tages erhält er eine Postkarte, die auf unbekanntem Weg zu ihm gelangt. Darauf schreibt Alice, dass sie – ohne ihre Eltern – auf dem Weg nach Auschwitz sei. Sofort macht sich Weidt auf den Weg in das besetzte Polen, um seine Geliebte zu befreien.
Gegenüber KZ-Personal gibt er sich als kriegsblinder Vertreter seiner Berliner Bürstenfirma aus, wird aber abgewiesen. Weidt lässt sich jedoch nicht beirren: Als er erfährt, dass Alice in das KZ-Außenlager des Konzentrationslagers Groß-Rosen nach Christianstadt verlegt wurde, reist er ihr nach. In dem nahe dem KZ gelegenen Ort mietet er ein Zimmer und bewegt die Vermieterin dazu, einen Koffer, Bargeld und das Zimmer für Alice Licht bereitzuhalten. Als das Lager vor den heranrückenden Russen aufgelöst wird, gelingt Alice die Flucht. Sie findet das Zimmer, erhält Koffer und Geld und kommt schließlich Anfang Januar 1945 bei Weidt und seiner Ehefrau in Berlin an. Nach dem Ende des Krieges wandert Alice Licht in die USA aus, da Deutschland nicht mehr ihre Heimat ist und sie nicht einmal weiß, wo ihre Eltern gestorben sind. Weidt glaubt zunächst noch an eine gemeinsame Zukunft, die sich jedoch nicht erfüllt. Beide sehen sich nie wieder.
Der Film endet mit einer realen Szene aus der Gegenwart: Inge Deutschkron geht zum Ehrengrab Weidts auf dem Friedhof Zehlendorf und legt dort einen Strauß Blumen nieder. Im Abspann erfährt der Zuschauer schließlich, was aus Otto Weidt, dessen Ehefrau sowie Alice Licht und der gesamten Belegschaft der Blindenwerkstatt geworden ist: Weidt starb bereits 1947 an einem Herzinfarkt, seine Frau starb am 8. Juni 1974 in Berlin. Alfred Levi wurde am 23. Februar 1943 deportiert, danach verliert sich seine Spur. Werner Basch wurde am 19. Januar 1945 im KZ Dachau ermordet. Rosa Katz wurde am 9. Dezember 1942 im KZ Auschwitz-Birkenau ermordet, ebenso ihr Kollege Chaim Horn, der dort am 14. Oktober 1943 starb. Alice Licht starb am 30. Oktober 1986 in Israel.

## Kritiken (Auswahl)
- Franziska Augstein: Heldenhafter Hochstapler. in: Süddeutsche Zeitung. vom 3. Januar 2014.
- Michael Hanfeld: Ich lasse Alice da nicht umkommen auf faz.net vom 6. Januar 2014.
- Tilmann P. Gangloff: Denkmal für einen Gerechten in: Frankfurter Rundschau. vom 6. Januar 2014.
- Elmar Krekeler: Endlich Gerechtigkeit für einen großen Gerechten. in: Die Welt. vom 6. Januar 2014.
- Lea Streisand: Nazis bürsten auf taz.de vom 6. Januar 2014.

## Auszeichnungen
- 2014: Seoul International Drama Awards für Edgar Selge in der Kategorie Bester Schauspieler
- 2015: Nominierung Deutscher Hörfilmpreis in der Kategorie Fernsehfilm für die von Robert Levin gesprochene Audiodeskription[2][3]